# Коваленко, Николай Андреевич
Николай Андреевич Коваленко (род. 17 октября 1999, Роли) — российский и американский хоккеист, нападающий.

## Биография
Родился в Роли — столице штата США Северная Каролина — в то время, когда за клуб НХЛ из этого города «Каролина Харрикейнз» играл его отец Андрей Коваленко. Через два года вместе с отцом, подписавшим контракт с российским клубом «Локомотив» Ярославль, переехал в Россию. Воспитанник ярославского клуба. В сезонах 2015/16 — 2017/18 играл в МХЛ за «Локо». 27 февраля 2018 дебютировал в КХЛ в составе «Локомотива» в гостевой игре против «Спартака» (2:0). Обладатель Кубка Харламова 2018 в составе «Локо».
На драфте НХЛ 2018 года был выбран клубом «Колорадо Эвеланш» в шестом раунде под 171-м общим номером. Предшественник «Эвеланш» «Квебек Нордикс» в 1990 году выбрал Андрея Коваленко под 148-м номером.
Бронзовый призёр молодёжного чемпионата мира 2019 года.
7 марта 2021 года был дисквалифицирован на один матч из-за непристойного жеста в адрес соперников по первому раунду плей-офф Кубка Гагарина против финского «Йокерита», который был сыгран двумя днями раннее.
26 мая 2022 года принял квалификационное предложение «Торпедо» и перешёл в нижегородский клуб, подписав контракт на два сезона до 30 апреля 2024 года. В сезоне 2022/23 набрал 54 очка (21+33) в 56 матчах. Коваленко стал лучшим бомбардиром «Торпедо» и 10-м бомбардиром сезона в целом. В плей-офф в 10 матчах набрал 7 очков (3+4). Коваленко впервые забросил шайбу в плей-офф КХЛ, ранее он сыграл 31 матч и не забросил ни разу.
В сезоне 2023/24 сыграл за «Торпедо» 42 матча и набрал 35 очков (11+24). В плей-офф в 5 матчах набрал 4 очка (0+4).
9 октября 2024 года дебютировал в составе «Колорадо» в матче НХЛ. 18 октября в игре против «Анахайма» сделал голевую передачу, набрав первое очко.
9 декабря 2024 года был обменян в «Сан-Хосе Шаркс» вместе с Александром Георгиевым, а также 5-й раунд 2025 года и 2-й раунд 2026 года на Маккензи Блэквуда.
В июле 2025 года подписал двухлетний контракт с ЦСКА